# (11755) Paczynski
(11755) Paczynski es un asteroide perteneciente al cinturón de asteroides, descubierto el 24 de septiembre de 1960 por Cornelis Johannes van Houten en conjunto a su esposa también astrónoma Ingrid van Houten-Groeneveld y el astrónomo Tom Gehrels desde el Observatorio del Monte Palomar, Estados Unidos.

## Designación y nombre
Designado provisionalmente como 2691 P-L. Fue nombrado Paczynski en honor al astrofísico polaco Bohdan Paczynski, de la Universidad de Princeton desde 1982, conocido por su trabajo teórico sobre brote de rayos gamma.

## Características orbitales
Paczynski está situado a una distancia media del Sol de 2,383 ua, pudiendo alejarse hasta 2,749 ua y acercarse hasta 2,018 ua. Su excentricidad es 0,153 y la inclinación orbital 2,823 grados. Emplea 1344 días en completar una órbita alrededor del Sol.

## Características físicas
La magnitud absoluta de Paczynski es 14,7. Tiene 2,906 km de diámetro y su albedo se estima en 0,276.